# Liste der Orte im Landkreis Erlangen-Höchstadt
Die Liste der Orte im Landkreis Erlangen-Höchstadt listet die 180 amtlich benannten Gemeindeteile (Hauptorte, Kirchdörfer, Pfarrdörfer, Dörfer, Weiler und Einöden) im Landkreis Erlangen-Höchstadt auf.

## Systematische Liste
Alphabet der Städte und Gemeinden mit den zugehörigen Orten.
- Adelsdorf mit 9 Gemeindeteilen:
  - Pfarrdörfer Adelsdorf, Aisch und Neuhaus
  - Dörfer Heppstädt, Lauf, Nainsdorf, Uttstadt, Weppersdorf und Wiesendorf

- Aurachtal mit 9 Gemeindeteilen:
  - Pfarrdorf Münchaurach
  - Dörfer Dörflas, Falkendorf, Neundorf und Unterreichenbach
  - Weiler Nankenhof
  - Einöden Hessenmühle, Lenkershof und Lenzenmühle

- Stadt Baiersdorf mit 5 Gemeindeteilen:
  - Hauptort Baiersdorf
  - Dörfer Hagenau, Igelsdorf und Wellerstadt
  - Einöde Baiersdorfermühle

- Bubenreuth mit dem gleichnamigen Industrieort

- Buckenhof mit dem gleichnamigen Dorf

- Markt Eckental mit 17 Gemeindeteilen:
  - ehemaliger Markt Eschenau
  - Pfarrdörfer Eckenhaid und Forth
  - Dörfer Benzendorf, Brand, Büg, Ebach, Frohnhof, Herpersdorf, Illhof, Mausgesees, Oberschöllenbach, Oedhof und Unterschöllenbach
  - Weiler Eckenmühle und Marquardsburg
  - Einöde Brandermühle

- Gremsdorf mit 4 Gemeindeteilen:
  - Pfarrdorf Gremsdorf
  - Dörfer Buch, Krausenbechhofen und Poppenwind

- Großenseebach mit dem gleichnamigen Dorf

- Hemhofen mit 2 Gemeindeteilen:
  - Pfarrdorf Hemhofen
  - Kirchdorf Zeckern

- Markt Heroldsberg mit 5 Gemeindeteilen:
  - Hauptort Heroldsberg
  - Dörfer Großgeschaidt und Kleingeschaidt
  - Einöden Hundsmühle und Johannisthal

- Stadt Herzogenaurach mit 19 Gemeindeteilen:
  - Hauptort Herzogenaurach
  - Stadtteil Herzo Base
  - Pfarrdorf Niederndorf
  - Kirchdörfer Hammerbach und Haundorf
  - Dörfer Beutelsdorf, Burgstall, Dondörflein, Hauptendorf, Höfen, Steinbach, Welkenbach und Zweifelsheim
  - Einöden Eckenmühle, Galgenhof, Heinrichsmühle, Lohmühle und Schleifmühle
  - Sonstiger Ort Eichelmühle

- Heßdorf mit 10 Gemeindeteilen:
  - Pfarrdorf Hannberg
  - Dörfer Dannberg, Heßdorf, Hesselberg, Klebheim, Niederlindach, Röhrach und Untermembach
  - Weiler Mittelmembach und Obermembach

- Stadt Höchstadt an der Aisch mit 25 Gemeindeteilen:
  - Hauptort Höchstadt an der Aisch
  - Pfarrdörfer Etzelskirchen, Sterpersdorf und Zentbechhofen
  - Kirchdorf Ailersbach
  - Dörfer Biengarten, Bösenbechhofen, Förtschwind, Greiendorf, Greuth, Großneuses, Jungenhofen, Kieferndorf, Lappach, Mechelwind, Medbach, Nackendorf, Saltendorf und Schwarzenbach
  - Weiler Fallmeisterei, Kleinneuses und Weidendorf
  - Einöden Antoniuskapelle, Greienmühle und Mohrhof

- Kalchreuth mit 6 Gemeindeteilen:
  - Pfarrdorf Kalchreuth
  - Dörfer Käswasser und Röckenhof
  - Einöden Gabermühle, Minderleinsmühle und Stettenberg

- Markt Lonnerstadt mit 4 Gemeindeteilen:
  - Hauptort Lonnerstadt
  - Dörfer Ailsbach, Fetzelhofen und Mailach

- Marloffstein mit 6 Gemeindeteilen:
  - Kirchdorf Marloffstein
  - Dörfer Adlitz, Atzelsberg und Rathsberg
  - Einöden Schneckenhof und Wunderburg

- Möhrendorf mit 3 Gemeindeteilen:
  - Pfarrdorf Möhrendorf
  - Dorf Kleinseebach
  - Weiler Oberndorf

- Markt Mühlhausen mit 6 Gemeindeteilen:
  - Hauptort Mühlhausen
  - Dörfer Decheldorf, Schirnsdorf und Simmersdorf
  - Einöden Lempenmühle und Neumühle

- Oberreichenbach mit dem gleichnamigen Kirchdorf

- Röttenbach mit dem gleichnamigen Pfarrdorf

- Spardorf mit dem gleichnamigen Dorf

- Uttenreuth mit 6 Gemeindeteilen:
  - Pfarrdorf Uttenreuth
  - Dorf Weiher
  - Einöden Habernhofermühle, Langenbruckermühle und Weißenberg
  - Gut Eggenhof

- Markt Vestenbergsgreuth mit 14 Gemeindeteilen:
  - Hauptort Vestenbergsgreuth
  - Pfarrdorf Kleinweisach
  - Dörfer Burgweisach, Dutendorf, Frickenhöchstadt, Frimmersdorf, Hermersdorf, Kienfeld, Oberwinterbach und Unterwinterbach
  - Weiler mit Kirche Pretzdorf
  - Weiler Dietersdorf, Ochsenschenkel und Weickersdorf

- Markt Wachenroth mit 10 Gemeindeteilen:
  - Hauptort Wachenroth
  - Pfarrdorf Weingartsgreuth
  - Dörfer Albach, Buchfeld, Horbach, Reumannswind und Warmersdorf
  - Weiler Volkersdorf
  - Einöden Eckartsmühle und Hammermühle

- Markt Weisendorf mit 14 Gemeindeteilen:
  - Hauptort Weisendorf
  - Pfarrdorf Kairlindach
  - Kirchdorf Rezelsdorf
  - Dörfer Boxbrunn, Buch, Mitteldorf, Nankendorf, Neuenbürg, Oberlindach, Reinersdorf, Reuth, Sauerheim und Schmiedelberg
  - Weiler Sintmann

## Alphabetische Liste
In Fettschrift erscheinen die Orte, die namengebend für die Gemeinde sind.

### A
- Adelsdorf
- Adlitz zu Marloffstein
- Ailersbach zu Höchstadt an der Aisch
- Ailsbach zu Lonnerstadt
- Aisch zu Adelsdorf
- Albach zu Wachenroth
- Antoniuskapelle zu Höchstadt a.d.Aisch
- Atzelsberg zu Marloffstein

### B
- Baiersdorf
- Baiersdorfermühle zu Baiersdorf
- Benzendorf zu Eckental
- Beutelsdorf zu Herzogenaurach
- Biengarten zu Höchstadt a.d.Aisch
- Bösenbechhofen zu Höchstadt a.d.Aisch
- Boxbrunn zu Weisendorf
- Brand zu Eckental
- Brandermühle zu Eckental
- Bubenreuth
- Buch zu Gremsdorf
- Buch zu Weisendorf
- Buchfeld zu Wachenroth
- Buckenhof
- Büg zu Eckental
- Burgstall zu Herzogenaurach
- Burgweisach zu Vestenbergsgreuth

### D
- Dannberg zu Heßdorf
- Decheldorf zu Mühlhausen
- Dietersdorf zu Vestenbergsgreuth
- Dondörflein zu Herzogenaurach
- Dörflas zu Aurachtal
- Dutendorf zu Vestenbergsgreuth

### E
- Ebach zu Eckental
- Eckartsmühle zu Wachenroth
- Eckenhaid zu Eckental
- Eckenmühle zu Eckental
- Eckenmühle zu Herzogenaurach
- Eggenhof zu Uttenreuth
- Eichelmühle zu Herzogenaurach
- Eschenau zu Eckental
- Etzelskirchen zu Höchstadt a.d.Aisch

### F
- Falkendorf zu Aurachtal
- Fallmeisterei zu Höchstadt a.d.Aisch
- Fetzelhofen zu Lonnerstadt
- Forth zu Eckental
- Förtschwind zu Höchstadt a.d.Aisch
- Frickenhöchstadt zu Vestenbergsgreuth
- Frimmersdorf zu Vestenbergsgreuth
- Frohnhof zu Eckental

### G
- Gabermühle zu Kalchreuth
- Galgenhof zu Herzogenaurach
- Greiendorf zu Höchstadt a.d.Aisch
- Greienmühle zu Höchstadt a.d.Aisch
- Gremsdorf
- Greuth zu Höchstadt a.d.Aisch
- Großenseebach
- Großgeschaidt zu Heroldsberg
- Großneuses zu Höchstadt a.d.Aisch

### H
- Habernhofermühle zu Uttenreuth
- Hagenau zu Baiersdorf
- Hammerbach zu Herzogenaurach
- Hammermühle zu Wachenroth
- Hannberg zu Heßdorf
- Haundorf zu Herzogenaurach
- Hauptendorf zu Herzogenaurach
- Heinrichsmühle zu Herzogenaurach
- Hemhofen
- Heppstädt zu Adelsdorf
- Hermersdorf zu Vestenbergsgreuth
- Heroldsberg
- Herpersdorf zu Eckental
- Herzo Base zu Herzogenaurach
- Herzogenaurach
- Heßdorf
- Hesselberg zu Heßdorf
- Hessenmühle zu Aurachtal
- Höchstadt a.d.Aisch
- Höfen zu Herzogenaurach
- Horbach zu Wachenroth
- Hundsmühle zu Heroldsberg

### I
- Igelsdorf zu Baiersdorf
- Illhof zu Eckental

### J
- Johannisthal zu Heroldsberg
- Jungenhofen zu Höchstadt a.d.Aisch

### K
- Kairlindach zu Weisendorf
- Kalchreuth
- Käswasser zu Kalchreuth
- Kieferndorf zu Höchstadt a.d.Aisch
- Kienfeld zu Vestenbergsgreuth
- Klebheim zu Heßdorf
- Kleingeschaidt zu Heroldsberg
- Kleinneuses zu Höchstadt a.d.Aisch
- Kleinseebach zu Möhrendorf
- Kleinweisach zu Vestenbergsgreuth
- Krausenbechhofen zu Gremsdorf

### L
- Langenbruckermühle zu Uttenreuth
- Lappach zu Höchstadt a.d.Aisch
- Lauf zu Adelsdorf
- Lempenmühle zu Mühlhausen
- Lenkershof zu Aurachtal
- Lenzenmühle zu Aurachtal
- Lohhof zu Herzogenaurach
- Lonnerstadt

### M
- Mailach zu Lonnerstadt
- Marloffstein
- Marquardsburg zu Eckental
- Mausgesees zu Eckental
- Mechelwind zu Höchstadt a.d.Aisch
- Medbach zu Höchstadt a.d.Aisch
- Minderleinsmühle zu Kalchreuth
- Mitteldorf zu Weisendorf
- Mittelmembach zu Heßdorf
- Möhrendorf
- Mohrhof zu Höchstadt a.d.Aisch
- Mühlhausen
- Münchaurach zu Aurachtal

### N
- Nackendorf zu Höchstadt a.d.Aisch
- Nainsdorf zu Adelsdorf
- Nankendorf zu Weisendorf
- Nankenhof zu Aurachtal
- Neuenbürg zu Weisendorf
- Neuhaus zu Adelsdorf
- Neumühle zu Mühlhausen
- Neundorf zu Aurachtal
- Niederlindach zu Heßdorf
- Niederndorf zu Herzogenaurach

### O
- Oberlindach zu Weisendorf
- Obermembach zu Heßdorf
- Oberndorf zu Möhrendorf
- Oberreichenbach
- Oberschöllenbach zu Eckental
- Oberwinterbach zu Vestenbergsgreuth
- Ochsenschenkel zu Vestenbergsgreuth
- Oedhof zu Eckental

### P
- Poppenwind zu Gremsdorf
- Pretzdorf zu Vestenbergsgreuth

### R
- Rathsberg zu Marloffstein
- Reinersdorf zu Weisendorf
- Reumannswind zu Wachenroth
- Reuth zu Weisendorf
- Rezelsdorf zu Weisendorf
- Röckenhof zu Kalchreuth
- Röhrach zu Heßdorf
- Röttenbach

### S
- Saltendorf zu Höchstadt a.d.Aisch
- Sauerheim zu Weisendorf
- Schirnsdorf zu Mühlhausen
- Schleifmühle zu Herzogenaurach
- Schmiedelberg zu Weisendorf
- Schneckenhof zu Marloffstein
- Schwarzenbach zu Höchstadt a.d.Aisch
- Simmersdorf zu Mühlhausen
- Sintmann zu Weisendorf
- Spardorf
- Steinbach zu Herzogenaurach
- Sterpersdorf zu Höchstadt a.d.Aisch
- Stettenberg zu Kalchreuth

### U
- Untermembach zu Heßdorf
- Unterreichenbach zu Aurachtal
- Unterschöllenbach zu Eckental
- Unterwinterbach zu Vestenbergsgreuth
- Uttenreuth
- Uttstadt zu Adelsdorf

### V
- Vestenbergsgreuth
- Volkersdorf zu Wachenroth

### W
- Wachenroth
- Warmersdorf zu Wachenroth
- Weickersdorf zu Vestenbergsgreuth
- Weidendorf zu Höchstadt a.d.Aisch
- Weiher zu Uttenreuth
- Weingartsgreuth zu Wachenroth
- Weisendorf
- Weißenberg zu Uttenreuth
- Welkenbach zu Herzogenaurach
- Wellerstadt zu Baiersdorf
- Weppersdorf zu Adelsdorf
- Wiesendorf zu Adelsdorf
- Wunderburg zu Marloffstein

### Z
- Zeckern zu Hemhofen
- Zentbechhofen zu Höchstadt a.d.Aisch
- Zweifelsheim zu Herzogenaurach

| ↑ Zurück zum Inhaltsverzeichnis |